# Hålsjön (Asige socken, Halland)
Hålsjön är en sjö i Falkenbergs kommun i Halland och ingår i Suseåns huvudavrinningsområde. Sjön är 8,7 meter djup, har en yta på 0,174 kvadratkilometer och är belägen 111 meter över havet. Vid provfiske har abborre och gädda fångats i sjön.

## Delavrinningsområde
Hålsjön ingår i det delavrinningsområde (631573-132297) som SMHI kallar för Mynnar i Suseån. Medelhöjden är 140 meter över havet och ytan är 21,12 kvadratkilometer. Det finns inga avrinningsområden uppströms utan avrinningsområdet är högsta punkten. Slien som avvattnar avrinningsområdet har biflödesordning 3, vilket innebär att vattnet flödar genom totalt 3 vattendrag innan det når havet efter 38 kilometer. Avrinningsområdet består mestadels av skog (92 procent). Avrinningsområdet har 0,63 kvadratkilometer vattenytor vilket ger det en sjöprocent på 3 procent.